# Koolpuntkogeltje
Ringvlekkenziekte of koolpuntkogeltje (Mycosphaerella brassicicola) is een plantenziekte, die wordt veroorzaakt door de schimmel Mycosphaerella brassicicola (teleomorfe vorm) en Asteromella brassicae (anamorfe vorm), die behoort tot de orde Capnodiales van de ascomyceten. De schimmel is homothallisch en onderscheidt zich van de spikkelziekte veroorzaakt door de schimmels Alternaria brassicicola en Alternaria brassicae, doordat bij de ringvlekkenziekte zwarte puntjes (pseudothecia) in de aangetaste vlekken voorkomen. Waardplanten zijn kruisbloemigen, waaronder wittekool en spruitkool. De sporen worden vooral door de lucht verspreid.

## Symptomen
De ziekteverschijnselen komen vooral voor op de oudere bladeren. Er ontstaan 0,5 – 1 cm grote, necrotische vlekjes. De vlekjes zijn ringvormig met een lichtbruin of grijsachtig centrum. Aan de buitenkant van de vlek zit een nauwe, waterige rand en een chlorotische zone. Bij een sterke aantasting vergeelt het blad, waarbij de randen omkrullen en rafelen. In de vlek ontstaan zwarte puntjes, de pseudothecia.

## Beschrijving
De pseudothecia worden meestal op de bladeren gevormd, maar soms ook op de stengels en hauwen. Ze zijn donkerbruin, rond en 100 x 130 µm groot. Aan de bovenkant van de ostiole zitten papillen. De asci zijn tweecellig en 30-45 x 12-18 µm groot. Ze bevatten acht in twee rijen gerangschikte, doorzichtige, cilindervormige, 18-23 x 3-5 µm grote ascosporen, die aan de einden zijn afgerond.
De donkerbruine pycnidia komen alleenstaand of in groepjes voor, zijn rond en 100 - 220 µm groot. De ostiole is bezet met papillen. De pseudoparenchymatische wand bestaat uit meerdere cellagen. De conidia zijn doorzichtig, cilindervormig en 3-5 x 1 µm groot.

## Verspreiding
In Nederland komt het uiterst zeldzaam voor.